# Grammoa
Grammoa este un gen de molii din familia Lymantriinae.